# Flashpoint
Flashpoint er et live album fra The Rolling Stones, og det blev udgivet i 1991. Optaget gennem 1989 og 1990 på den store Steel Wheels/Urban Jungle tour. Flashpoint var det første live album live album siden gruppens Still Life (American Concert 1981) fra 1982.

## Historie
Det blev optaget under touren gennem Nordamerika, Europa og Japan, og desuden er Flashpoint er også det første udgivet i 1990erne. Modsat de tidligere live udgivelser indeholder albummet to helt nye studie numre "Highwire" og "Sex Drive".
Selvom live optagelsen indeholder de kendte hits blandet med nye sange fra Steel Wheels, indeholder Flashpoint også et par mindre kendte numre som "Factory Girl", fra 1968 Beggars Banquet og "Little Red Rooster", originalt et nummer 1. hit i England i 1964, hvor Eric Clapton spiller guitar.
Flashpoint var også The Rolling Stones sidste udgivelse under Sony Music kontakten, herefter underskrev de en langsigtet og indbringende kontrakt med Virgin Records i 1991, hvor de til dags dato stadig er, udtaget Bill Wyman. Efter 30 år sammen med bandet besluttede den 55 år gamle Wyman, at han ville prøve noget andet da det enorme pres fra Steel Wheel og touren blev for meget for ham. Selvom han officielt ikke ville offentliggøre sin beslutning før 1993, da bandet havde bedt ham om at gennemtænke sin beslutning, havde han allerede talt om at forlade bandet i over 10 år. Efter hans afgang blev Ron Wood endelig gjort til et rigtigt medlem af Rolling Stones, efter at han havde slået sig sammen med dem 18 år tidligere. 
Flashpoint blev udgivet i april 1991, og blev generelt godt modtaget, og singlen "Highwire" blev et radio hit. Albummet fik en 6. plads i England, og en 16. plads i USA, hvor den solgte guld. 

## Spor
- Alle sangene er skrevet af Mick Jagger og Keith Richard udtaget hvor andet er påført.

1. "(Intro) Continental Drift" – 0:29
2. "Start Me Up" – 3:54
3. "Sad Sad Sad" – 3:33
4. "Miss You" – 5:55
5. "Rock and a Hard Place" – 4:51
6. "Ruby Tuesday" – 3:34
7. "You Can't Always Get What You Want" – 7:26
8. "Factory Girl" – 2:48
9. "Can't Be Seen" – 4:17
10. "Little Red Rooster" (Willie Dixon) – 5:15 
  -  Med Eric Clapton på guitar.
11. "Paint It, Black" – 4:02
12. "Sympathy for the Devil" – 5:35
13. "Brown Sugar" – 4:10
14. "Jumpin' Jack Flash" – 5:00
15. "(I Can't Get No) Satisfaction" – 6:08
16. "Highwire" – 4:46
17. "Sex Drive" – 4:28 
  -  De to overstående er sange 16 og 17 optaget den 7 – 11. januar 1991.

## Musikere
- Mick Jagger  – Sang, Mundharmonika
- Keith Richards – Guitar, Kor
- Ronnie Wood – Guitar
- Bill Wyman – Bass
- Charlie Watts – Trommer
- Chuck Leavell – Keyboard
- Matt Clifford – Keyboard og valdhorn
- Lisa Fischer – Kor
- Bernard Fowler – Kor
- Cindy Mizelle – Kor
- The Uptown Horns – Horn blæsere
- The Kick Horns – Horn blæsere på "Rock and a Hard Place"
- Eric Clapton – Guitar på "Little Red Rooster"
- Tessa Niles – Kor på "Sex Drive"
- Katie Kisson – Kor på "Sex Drive"